# Boophis liami
Boophis liami is een kikker uit de familie gouden kikkers (Mantellidae). De soort werd voor het eerst wetenschappelijk beschreven door Denis Vallan, Miguel Vences en Frank Glaw in 2003. De soort behoort tot het geslacht Boophis. De soortaanduiding liami is een eerbetoon aan Liam Nicolas Vlasimsky.

## Leefgebied
De kikker is endemisch in Madagaskar. De soort komt voor in het oosten van het eiland, zo ook in nationaal park Andasibe Mantadia, en leeft in de subtropische bossen van Madagaskar op een hoogte van 850 tot 900 meter boven zeeniveau.

## Beschrijving
De soort heeft een gemiddelde lengte van 20 millimeter. De rug is lichtgroen en met een witte zijlijn. De buik is groenachtig tot blauw.